# Station Piekiełko
Station Piekiełko is een spoorwegstation in de Poolse plaats Piekiełko.